# Dipartimento di Kouh Occidentale
Il dipartimento di Kouh Occidentale è un dipartimento del Ciad facente parte della provincia del Logone Orientale. Il capoluogo è Béboto.

## Comuni
Il dipartimento comprende i seguenti comuni:
- Béboto
- Baké
- Dobiti